# 핫 휠
핫 휠(영어: Hot Wheels→뜨거운 바퀴들)은 엘리엇 핸들러가 발명하여 미국의 장난감 회사인 마텔(Mattel)에서 1968년 5월 18일에 출시한 장난감 자동차 브랜드이다. 한때 매치박스의 주요 경쟁 브랜드였으나 1997년 마텔이 매치박스 제조 업체인 타이코 토이즈를 인수하였다.
그 이후로 많은 자동차 제조업체가 핫 휠에 자사 자동차의 축소 모형을 제작할 수 있는 라이선스를 부여하여 디자인 청사진과 세부 사항 등을 사용할 수 있게 되었다. 핫 휠은 원래 어린이용 장난감으로 제작되었지만, 성인 수집가 및 키덜트들에게도 많은 인기를 끌면서 한정판 모델도 출시되고 있다.

## 역사

### 개발
원래의 핫 휠은 엘리엇 핸들러가 만들었다. 핸들러는 아들 케네스가 매치박스 자동차 장난감을 가지고 놀고 있는 것을 보고 매치박스와 경쟁하는 자동차 장난감 제품군을 만들기로 결심했다. 실제 차량의 일반적인 축소형 모델을 생산했던 매치박스 자동차에 비해, 핫 휠은 핸들러에 의해 "핫 로드" 자동차(즉, 커스터마이즈/한정판 또는 캐리커처화 또는 판타지 자동차, 종종 큰 뒷타이어, 슈퍼차저, 불꽃 도장, 특이한 비율, 후드 블로어 등)에 더 가깝게 고안되었다. 핸들러는 동료 엔지니어인 잭 라이언의 도움을 받아 장난감 자동차 생산을 시작했다. 핫 휠의 불꽃 로고는 당시 마텔에서 아트 디렉터로 일하던 릭 아이언스(Rick Irons)가 디자인했다.

### 스위트 16
'The Original Sweet 16'이라는 이름으로 알려진 최초의 핫 휠 자동차 시리즈는 1967년에 제작되었다. 스위트 16은 측면에 빨간색 줄무늬가 있는 타이어의 이름을 따서 명명된 레드 라인(Red Line) 시리즈의 첫 번째 제품이다.
16개의 주조물이 공개되었으며 그 중 11개는 자동차 디자이너 해리 벤틀리 브래들리(Harry Bentley Bradley)가 핸들러와 라이언의 도움을 받아 디자인했다. 첫 번째로 생산된 것은 진한 파란색의 "커스텀 카마로"였다. 당시 자동차 산업에 몸 담았었던 브래들리는 닷지 데오라 컨셉트카와 Custom Fleet(그가 직접 맞춤 제작한 1966년형 El Camino 기반)의 차체를 디자인했다.

## 같이 보기
- 토미카
- RC카